# Трогон амазонійський
Трогон амазонійський (Trogon ramonianus) — вид птахів родини трогонових (Trogonidae).

## Поширення
Вид поширений у вологих лісах в басейні Амазонки в Південній Америці (Бразилія, Колумбія, Болівія, Перу та Еквадор).

## Спосіб життя
Харчується комахами та дрібними плодами. Гніздиться в осиних гніздах, мурашниках, термітниках або у дуплі гнилого дерева. Кладка складається з двох-трьох білих яєць.